# خوان أنطونيو ريوس
خوان أنطونيو ريوس (بالإسبانية: Juan Antonio Ríos)‏ (و. 1888 – 1946 م) هو محام، سياسي، دبلوماسي من تشيلي ولد في كانيت.
تولى منصب قائمة رؤساء تشيلي (1942-04-02–1946-06-27) .

## روابط خارجية
- خوان أنطونيو ريوس على موقع الموسوعة البريطانية (الإنجليزية)
- خوان أنطونيو ريوس على موقع مونزينجر (الألمانية)